# Јалмар Велхавен
Јалмар Велхавен (Hjalmar Welhaven; 26. децембар 1850 – 18. април 1922) био је норвешки архитекта, спортиста и управник палате.

## Биографија

### Приватни живот
Велхавен је рођен у Кристијанији (данашнњи Осло) у Норвешкој. Био је син писца Јохана Себастијана Велхавена (Johan Sebastian Welhaven) и Џозефине Ангелике Бидолак (Josephine Angelica Bidoluac). Оженио се сликарком Маргаретом Петешен Бакер (Margrethe Petersen Backer) 1876. године. Његове ујне су биле Марен Сарс (Maren Sars) и списатељица Елизабет Велхавен (Elisabeth Welhaven) и био је сестрић историчара Ернеста Сарса (Ernst Sars), биолога Џорџа Сарса (Georg Sars) и мецосопрана Еве Нансен (Eva Nansen). Био је отац вајарке Сигри Велхавен (Sigri Welhaven) и сликарке Астри Велхавен Хајберг (Astri Welhaven Heiberg)

### Каријера
Велхавен је био студент на Државној школи занатства и уметничке индустрије (данашња Норвешка национална академија занатске и уметничке индустрије) 1870. године. Касније је студирао архитектуру на Техничкој високој школи ( данашњи Универзитет Лајбниц у Хановеру) током 1871-1873. Као архитекта започео је праксу 1875. године. 1883. године био је управник Краљевске палате у Ослу краљу Оскару II. Такође је заслужан за изградњу Prinsehytta, Skinnarbøl the Bygdøy краљевског имања и Оскарове хале. Од 1905. године наставио је да буде управник палата Краљу Хокону VII од Норвешке и водио је свеукупни пројекат модернизације Краљевских ергела између 1905. и 1911. године, све док се није пензионисао 1920. године.
Поред дужности које је обављао као управник палате, наставио је да се бави својим архитектонским послом. Међу његовим дизајнима су туристичке кабине Glitterheim и Gjendebu, као и Polhøgda- кућа Фритјофа и Еве Нансен. Такође је дизајнирао неколико привантих колиба у Ослу.
Био је и спортиста, члан ски клуба Christiania Skiklub од његовог оснивања 1877. године, и учесник у организацији првих такмичења у ски скакању Husebyrennet 1879. Председовао је веслачким клубом Christiania Roklub од 1890. до 1891. Његове колекције скија из целе земље биле су приказане на Јубиларној изложби 1914 на стадиону Frogner. Колекција је била основа колекције скија које се налазе у Музеју скија Холменколен (Holmenkollen), најстаријем музеју скија, који је отворен у центру Фрогнер 1923. године. Локација музеја је касније 1951. године померена на ски арену Holmenkollen.

## Галерија
- Црква Херланд, 1878.
- Гренсен 4, 1882.
- Сулвајен, 1891.
- Приватна школа Бјеркнес, 1898
- Црква Оли, 1904